# Карагезян, Арутюн Арпиарович
Арутю́н Арпиа́рович Карагёзя́н (арм. Հարություն Ղարագյոզյան, 1 мая 1959 — 7 октября 2018, Ереван) — депутат парламента Армении.
- 1981—1986 — Ереванский институт народного хозяйства. Экономист.
- 1995—2000 — Ереванский государственный университет. Юрист.
- 1985—1990 — экономист, директор базы в управлении «Армтрубопром».
- 1992—1993 — генеральный директор фирмы «Армметпром».
- 1993—1995 — директор Ереванской макаронно-кондитерской фабрики.
- 1995—1999 — председатель ОАО «Армкондитер».
- 1990—1995 — был депутатом Верховного совета Армянской ССР. Член депутатской группы «Республика».
- 1995—1999 — депутат парламента. Беспартийный.
- 1999—2003 — депутат парламента. Член постоянной комиссии по государственно-правовым вопросам. Член фракции «Единство».
- 2003—2007 — депутат парламента. Член постоянной комиссии по государственно-правовым вопросам. Член партии «РПА».
- 12 мая 2007 — избран депутатом парламента. Член постоянной комиссии по государственно-правовым вопросам. Член партии «Процветающая Армения».

C 18 мая по 29 мая 2017 депутат Национального собрания Армении